# Международная ассоциация искусствоведов
Международная ассоциация искусствоведов, AICA (фр. association internationale des critiques d'art) была основана в 1950 году для оживления критического дискурса, который пострадал от фашизма во время Второй мировой войны. Присоединившаяся к ЮНЕСКО, была принята в ранг неправительственной организации в 1951 году. 
Основными задачами AICA являются: 
- продвигать критические дисциплины в области изобразительного искусства
- обеспечить наличие прочных методологических и этических основ
- защищать этические и профессиональные интересы искусствоведов[1]
- обеспечить постоянную связь между своими членами, поощряя международные встречи
- содействовать и совершенствовать информационный и международные обмены в области изобразительного искусства
- способствовать взаимному знанию и более глубокому пониманию различных культур
- обеспечить сотрудничество с развивающимися странами [2]